# Fenerbahçe (vrouwenbasketbal)
Fenerbahçe (vrouwenbasketbal) is de professionele damesbasketbalbranche van sportvereniging Fenerbahçe SK. De basketbalbranche is de tweede grootste branche van Fenerbahçe. De club heeft zowel een herenteam (bekend als Fenerbahçe Istanbul) als een damesteam (bekend als Fenerbahçe). Het damsteam speelt de thuiswedstrijden in de Ülker Sports Arena, welke een capaciteit heeft van 13.800 toeschouwers. Ook het herenteam speelt hier.

## Geschiedenis
Het damesteam begon in 1954. De successen van het team kwamen pas in 1999 met de winst van hun eerste landstitel, eerste Turkse Beker en eerste Presidentsbeker. Ze wonnen sinds dien 19 landstitels, 14 Turkse bekers en 13 Presidentsbekers. Ook Europees begon het team aan de weg te timmeren. In 2023 wonnen ze voor het eerst de finale om de EuroLeague Women. Ze wonnen van ÇBK Mersin Yenişehir Belediyesi uit Turkije met 99-60. In 2024 prolongeerde het team hun EuroLeague Women titel. Ze wonnen van ESBVA-LM uit Frankrijk met 106-73. Ook wonnen ze twee keer de FIBA Europe SuperCup Women in 2023 en 2024.

## Successen
Landskampioen:
- Winnaars (19x): 1998-99, 2001-02, 2003-04, 2005-06, 2006-07, 2007-08, 2008-09, 2009-10, 2010-11, 2011-12, 2012-13, 2015-16, 2017-18, 2018-19, 2020-2021, 2021-22, 2022-23, 2023-24, 2024-25

Turkse Beker:
- Winnaars (14x): 1999, 2000, 2001, 2004, 2005, 2006, 2007, 2008, 2009, 2015, 2016, 2019, 2020, 2024

Presidentsbeker:
- Winnaars (13x): 1999, 2000, 2001, 2004, 2005, 2007, 2010, 2012, 2013, 2014, 2015, 2019, 2024

EuroLeague Women:
- Winnaars (2x): 2022-23, 2023-24

FIBA Europe SuperCup Women:
- Winnaar (2x): 2023, 2024

## Selectie
| Nummer | Speler                    | Positie | Lengte |
| ------ | ------------------------- | ------- | ------ |
| 4      | Tuğçe İnöntepe            | PG      | 1,72   |
| 5      | Burcu Erbaş               | PG      | 1,71   |
| 6      | Esmeral Tunçluer          | PG/SG   | 1,80   |
| 7      | Birsel Vardarlı           | PG/SG   | 1,75   |
| 8      | Begüm Dalgalar            | SF/PF   | 1,85   |
| 9      | Nalan Ramazanoğlu (c)     | SF/PF   | 1,86   |
| 11     | Nevriye Yılmaz            | C       | 1,94   |
| 12     | Allison Feaster           | SF      | 1,80   |
| 13     | Gergena Baranzova Erdenay | PF      | 1,93   |
| 14     | Selin Ekiz                | C       | 1,91   |
| 16     | Tuğçe Murat               | C       | 1,92   |
| 17     | Melike Bakırcıoğlu        | PF/C    | 1,89   |
| 18     | Duygu Fırat               | C       | 1,89   |
| 19     | Ceren Sarper              | SF/PF   | 1,87   |
| 20     | Ipek Derici               | SF/PF   | 1,89   |
| 23     | Cappie Pondexter          | SG/SF   | 1,76   |
| 55     | Tammy Sutton-Brown        | C       | 1,93   |
| nnb    | Aysu Keskin               | PG/SG   | 1,77   |